# Max Auwärter
Max Auwärter (* 18. Februar 1908 in Knittlingen; † 30. September 1995 in Balzers) war ein deutsch-liechtensteinischer Unternehmer und Gründer von Oerlikon Balzers.

## Leben
Max Auwärter begann sein Physik-Studium an der Universität Tübingen bei Walter Gerlach, mit dem er 1929 an die Universität München wechselte. Hier studierte er im Umfeld von Arnold Sommerfeld. Nach dem Abschluss 1932 arbeitete er zunächst bei der Robert Bosch GmbH in Stuttgart und wechselte nach drei Jahren zu W. C. Heraeus in Hanau. Hier beschäftigte er sich zum ersten Mal mit Oberflächenphysik und dünnen Schichten. Für seine Entwicklung eines korrosionsbeständigen Dentalspiegels auf Rhodium-Basis erhielt er bei der Weltausstellung in Paris 1937 eine Goldmedaille. In Hanau und später in Onstmettingen baute er Dünnschichtfertigungen auf. Gegen Ende des Krieges zog er sich beim Reinigen von Vakuumanlagen mit Alkohol eine Leukopenie zu. Zur Therapie kam er nach Brand in den Alpen.

## Wirken
In Vorarlberg kam Auwärter in Kontakt mit Fürst Franz Josef II von Liechtenstein und dem Schweizer Industriellen Emil Georg Bührle. Mit ihrer Unterstützung gründete er 1946 die Gerätebauanstalt Balzers und begann mit der Entwicklung von Dünnschichtprodukten für optische und elektrische Anwendungen. Das Unternehmen machte die Vakuum-Dünnfilmtechnologie industriell nutzbar und produzierte Sonnenschutz- und Anti-Reflexionsbeschichtungen für Brillengläser und Kameraobjektive sowie Dünnfilme für elektronische Anwendungen. In den folgenden Jahrzehnten entwickelte das stark wachsende Unternehmen die Technologie laufend weiter. Max Auwärter zog sich 1976 aus dem Unternehmen zurück und es wurde Teil des schweizerischen Oerlikon-Konzerns.
Für die technologisch anspruchsvollen Tätigkeiten in seinem Unternehmen hatte sich Auwärter um die Schaffung entsprechender Ausbildungseinrichtungen bemüht, wie dem Neutechnikum Buchs und dem Abendtechnikum Vaduz, aus dem die Universität Liechtenstein hervorgegangen ist. Im eigenen Betrieb hatte er eine hochwertige Lehrlingsausbildung etabliert.
Auwärter war Vertreter Liechtensteins in der Internationalen Atomenergiebehörde und Präsident der International Union for Vacuum Science, Technique and Applications sowie des International Thin Film Committee. 1978 rief seine Frau Hildegard Auwärter aus Anlass seines 70. Geburtstages die Max Auwärter-Stiftung ins Leben und stiftete den Max Auwärter-Preis für junge Wissenschaftler.

## Auszeichnungen
- Goldmedaille der Weltausstellung in Paris (1937)[1]
- Honorarprofessur an der Universität Tübingen (1962)
- Ehrenbürger des Fürstentums Liechtenstein (1964)[5]
- Ehrendoktor der Universität Innsbruck (1968)[6]
- Johann Joseph Ritter von Prechtl-Medaille (1970)[7]
- Fürstlich Wissenschaftlicher Rat (1976)[8]
- Wilhelm Exner-Medaille (1978)[9]
- Ehrenpräsident der International Union for Vacuum Science, Technique and Applications (1983)[10]
- Ehrenmitglied der Österreichischen Physikalischen Gesellschaft (1988)[11]